# Stranger Heads Prevail
Stranger Heads Prevail è il secondo album in studio del gruppo musicale statunitense Thank You Scientist, pubblicato il 29 luglio 2016 dalla Evil Ink Records.

## Descrizione
Composto da undici brani, si tratta del primo album inciso dalla formazione con il bassista Cody McCorry e il violinista Ben Karas, nonché l'ultimo con il sassofonista Ellis Jasenovic, il trombettista Andrew Digrius e il batterista Odin Alvarez.
Il disco è stato reso disponibile per l'ascolto una settimana prima della sua uscita in anteprima sul sito Consequence.

## Tracce
Testi di Salvatore Marrano, musiche dei Thank You Scientist, eccetto dove indicato.
1. Prologue: A Faint Applause... – 2:02 (musica: Tom Monda, Salvatore Marrano, Mark Radice)
2. The Somnambulist – 5:32
3. Caverns – 7:06
4. Mr. Invisible – 7:35
5. A Wolf in Cheap Clothing – 6:43
6. Blue Automatic – 5:40
7. Need More Input – 7:46
8. Rube Goldberg Variations – 8:53
9. Psychopomp – 9:26
10. The Amateur Arsonist's Handbook – 6:04
11. Epilogue: ...and the Clever Depart – 1:06 (musica: Tom Monda, Salvatore Marrano, Mark Radice)

Tracce bonus nell'edizione giapponese
1. Cream Day Jingle – 2:31
2. Leave the Light On – 5:56

## Formazione
Gruppo
- Salvatore Marrano – voce
- Tom Monda – chitarra, chitarra fretless, chitarra acustica, shamisen, sitar, voce, arrangiamento strumenti ad arco
- Cody McCorry – basso, theremin, sega musicale
- Ben Karas – violino, viola, violino elettrico a 5 corde
- Ellis Jasenovic – sassofono soprano
- Andrew Digrius – tromba, flicorno soprano
- Odin Alvarez – batteria

Altri musicisti
- Mark Radice – voce, pianoforte, tastiera
- AJ Merlino – percussioni
- Sean Redman – timpani
- Gergly Kiss – violoncello
- Tory Anne Daines – viola
- Rebecca Harris – violino
- The Spectrum Vocal Ensemble – coro
- Bumblefoot – voce (traccia 1)

Produzione
- Tom Monda – produzione
- Mike Ferretti – missaggio, ingegneria del suono
- Shane Stanton – assistenza tecnica
- Andy Van Dette – mastering
- Bumblefoot – ingegneria aggiuntiva parti vocali (tracce 1 e 11)
- Tim High – ingegneria aggiuntiva parti vocali (tracce 1 e 11)

## Classifiche
| Classifica (2016)         | Posizione massima |
| ------------------------- | ----------------- |
| Stati Uniti               | 193               |
| Stati Uniti (alternative) | 14                |
| Stati Uniti (heatseekers) | 3                 |
| Stati Uniti (independent) | 9                 |
| Stati Uniti (rock)        | 14                |